# Typ Passat
Der Semicontainerschiffstyp Passat war eine Bauserie der Rostocker Warnowwerft.

## Geschichte
Der Schiffstyp stellte eine Weiterentwicklung des Typ „Äquator“ dar und wurde in den Jahren 1987 bis 1990 in neun Einheiten auf der Warnowwerft hergestellt. 1988 vergab die DDR Lizenzen für Nachbauten des Typs in der Türkei. Auf der Werft Turkiye Gemi in Camialti wurden 1989 zwei Schiffe auf Kiel gelegt, die in den 1990er Jahren zu Wasser gelassen und schließlich in den frühen 2000er Jahren auf der Werft Torgem Gemi in Tuzla fertiggestellt wurden.

## Technik
Der Mehrzweck-Containerschiffstyp wurde für den universellen Einsatz zum Transport von ISO-Containern, Schütt-, Stück- und Schwergut konzipiert. Die vier Laderäume mit einem Schüttgut-Rauminhalt von 28.386 m³ waren durch eine Normalluke und drei Doppelluken verschlossen. Es wurden hydraulische Faltlukendeckel an Deck und Glattdeckluken im Zwischendeck verwendet. Je nach Bauvariante standen Containerstellplätze für 925 bis 930 TEU zur Verfügung. Für den Ladungsumschlag wurden verschiedene Varianten von Bordkränen mit 25 bis 40 Tonnen Tragfähigkeit verbaut. Die Schiffe der Reedereien Oldendorff und Dauelsberg wurden nach Abschluss ihrer Jungfernreise bei der Jurong-Werft in Singapur um 16 Meter verlängert und mit Kränen zu reinen Containerschiffen umgebaut. Die Tragfähigkeit stieg durch den Umbau auf 20.380 Tonnen, die Containerkapazität auf 1112 TEU.
Der Hauptantrieb stellte den größten Unterschied zum Typ "Äquator" dar. Es war ein in Sulzer-Lizenz vom VEB Dieselmotorenwerk Rostock gebauter Zweitakt-Schiffsdieselmotor vom Typ 5 RTA 58  mit 7000 kW Leistung. Damit erreichten die Schiffe eine maximale Geschwindigkeit von 16,1 Knoten. Bei Leistungsabnahme mittels 1250-kVA-Wellengenerator werden 15,3 Knoten erreicht. An- und Ablegemanöver wurden durch ein Bugstrahlruder unterstützt.

## Die Schiffe (Auswahl)
| Warnowwerft Typ „Passat“ | Warnowwerft Typ „Passat“ | Warnowwerft Typ „Passat“ | Warnowwerft Typ „Passat“ | Warnowwerft Typ „Passat“                     | Warnowwerft Typ „Passat“ |
| Bauname                  | Bau- nummer              | IMO- Nummer              | Ablieferung              | Auftraggeber                                 | Umbenennungen und Verbleib |
| ------------------------ | ------------------------ | ------------------------ | ------------------------ | -------------------------------------------- | --- |
| Kupres                   | 275                      | 8701064                  | 18. November 1987        | Jugooceania Kotor, Jugoslawien               | Rama → Torm Agnete (1996) → Aeolian Sun (2003) → Safemarine Angola (2006) Angola (2012) → verschrottet. |
| Maria Oldendorff         | 285                      | 8800951                  | 21. Januar 1988          | Reederei „Nord“ Klaus E. Oldendorff, Hamburg | T.A.Adventurer (1991) → Maria Oldendorff (1999) → Tasman Navigator (2000) → Maria Oldendorff (2004) → Chengtu (2004) → Thor Nereus (2007) → Xiang Fu Men (2011) → 2014 Abbruch in Alang                                              |
| Ivangrad                 | 276                      |                          | 6. Mai 1988              | Prekookeanska Plovidba Bar, Jugoslawien      | ? |
| Obod                     | 277                      | 8701088                  | 15. Dezember 1988        | Prekookeanska Plovidba Bar, Jugoslawien      | Aire F (1992) → Cape Cleveland (1996) → Obod (1998) → Pan Oasis (2001) → Thor Nautica (2003) → Xiang Rong Men (2011) → 2013 Abbruch in Alang                                                                                         |
| Bellavia                 | 286                      | 8712491                  | 2. Februar 1989          | Reederei Dauelsberg, Bremen                  | Westgate Bridge (1991) → Bellavia (1993) → Tanavigator (1993) → Tasman Navigator (1999) → Bellavia (2000) → Seaboard Valpariso (2002) → Thor Nexus (2003) → Xiang Gui Men (2010) → Xiang Rui Men (2013) → 2016 Abbruch in Chittagong |
| Octavia                  | 287                      | 8712506                  | 23. Februar 1989         | Reederei Dauelsberg, Bremen                  | Story Bridge (1991) → Octavia (1992) → Tamariner (1994) → Tasman Mariner (1999) → Octavia (2000) → Mercosul Brasil (2000) → Octavia (2001) → Thor Neptune (2003) → King Faith (2011) → 2013 Abbruch in Alang                         |
| Beate Oldendorff         | 283                      | 8801371                  | 15. Dezember 1989        | Reederei „Nord“ Klaus E. Oldendorff, Hamburg | T.A.Discoverer (1991) → Beate Oldendorff (1999) → Tasman Mariner (2000) Beate Oldendorff (2004) → Thor Nectar (2004) → Han Li (2011) → 2017 Abbruch in Alang                                                                         |
| Vardar                   | 282                      | 9000209                  | 14. Februar 1990         | Slobodna Plovidba Šibenik, Jugoslawien       | Vardar Delmas (1991) → Torm America (1992) → Tisno (1997) → Torm America (2002) → MSC Patricia → 2012 Abbruch in Alang |
| Maraco                   | 280                      | 8819122                  | 27. April 1990           | Plovidba Bar, Jugoslawien                    | Moraca (1995) → Norviken (1995) → Lima (1997) → Lim (1999) → Tekeze (1999) → Tika → 2016 verschrottet |